# Alpioniscus escolai
Alpioniscus escolai är en kräftdjursart som beskrevs av Cruz och Henri Dalens 1990. Alpioniscus escolai ingår i släktet Alpioniscus och familjen Trichoniscidae. Inga underarter finns listade i Catalogue of Life.